# Nachal Acal
Nachal Acal též Nachal Ecel (hebrejsky נחל אצל, arabsky Vádí Jasul) je vádí v Jeruzalémě, v Judských horách.
Začíná v nadmořské výšce přes 750 metrů na východním okraji čtvrti ha-Mošava ha-Germanit, která leží v Západním Jeruzalému tedy na území v mezinárodně uznávaných hranicích státu Izrael. Nedaleko od areálu bývalé železniční stanice Jerušalajim terén prudce spadá k východu. Vádí se zde rychle zařezává do okolního terénu a prochází zčásti zalesněným údolím (les Ja'ar ha-Šalom). Vstupuje na území, které před rokem 1967 oddělovalo zóny kontroly Izraele a Jordánska (takzvaná oblast Armon ha-Naciv). Z jihu je toto údolí vymezeno zástavbou čtvrti Talpijot Mizrach, na severu čtvrti Abu Tor. Vádí pak klesá do kaňonu vádí Nachal Kidron, do kterého ústí zprava poblíž čtvrti Džebel Batan al-Hawa. Ústí již leží zcela na území Východního Jeruzaléma okupovaného Izraelem od roku 1967. Nachal Kidron potom jeho vody odvádí do Mrtvého moře.